# Анджела Дейвис
Анджела Дейвис (на английски: Angela Davis) е американска активистка за граждански права, правозащитник, феминистка, политически активист, марксист, бивш член на комунистическата партия на САЩ, социолог и писател.
От 1969 г. до пенсионирането си през 2008 г. е професор в Калифорнийския университет Санта Круз.
Името на Анджела Дейвис става популярно през 1970-те години като символ на движението за права на затворниците и с процеса срещу нея.

## Биография
Занимавайки се с обществена дейност в затвора Сан Куентин, тя среща Джордж Джаксън, активист на партията Черните пантери и затворник от 1960 г., един от т.нар. братя Соледад, обвинени за убийство на затворнически надзирател. Дейвис обявява Джаксън за свой съпруг, макар двамата да не са сключили брак. На 7 август 1970 г. 17-годишният брат на Джордж – Джонатан Джаксън – извършва въоръжен опит да освободи трима чернокожи обвиняеми, доведени в съдебната зала на окръг Марин (Marin County) в Сан Рафаел с цел да вземе заложници, които да размени за брат си.  Джонатан внася в залата оръжие и под неговото дуло освобождава затворниците. Четиримата вземат за заложници съдията Хейли, заместник-прокурора Гари Томас и три съдебни заседателки. Групата успява да напусне съда, но следва престрелка с полицията и Джонатан Джексън, двама от затворниците и съдията са убити. При последвалото разследване става ясно, че оръжието е било закупено от Анджела Дейвис и е издадена заповед за арестуването ѝ. Тя се укрива известно време, но в крайна сметка е заловена от ФБР.
Процесът срещу нея през 1971 г. е широко отразяван. Още на първото съдебно заседание тя обявява, че не се признава за виновна. Хиляди хора оформят обществено движение в нейна защита, създават се комитети в САЩ и чужбина. В нейна подкрепа се обявяват чернокожи интелектуалци и известни личности. През 1972 г. Джон Ленън пише в нейна чест песента Angela от албума Some Time in New York City. „Ролинг Стоунс“ също имат песен, посветена на нея – Sweet Black Angel. В България също има песен, посветена на правозащитничката – „Анджела Дейвис“ (1973) в изпълнение на Ангел Тодоров. Получава голяма подкрепа и в социалистическите страни, където се издига лозунгът „Свобода за Анджела Дейвис!“. След 18-месечен процес е оправдана.
През 1979 и 1984 г. посещава СССР и се среща с Леонид Брежнев. Наградена е с Ленинска награда за мир.